# IC 4626
IC 4626 — галактика типу * (зірка) у сузір'ї Змієносець.
Цей об'єкт міститься в оригінальній редакції індексного каталогу.